# Mielichhoferia punctulata
Mielichhoferia punctulata är en bladmossart som beskrevs av Mitten 1869. Mielichhoferia punctulata ingår i släktet kismossor, och familjen Bryaceae. Inga underarter finns listade i Catalogue of Life.